# Aleuroviggianus graecus
Aleuroviggianus graecus es una especie de insecto hemíptero de la familia Aleyrodidae y la subfamilia Aleyrodinae. Se distribuyen por el sudeste de Europa.
Fue descrita científicamente por primera vez por Bink-Moenen en 1992.